# فوی، بلژیوم
فوی (به لاتین: Foy) یک شهر در بلژیک است که در باستون واقع شده‌است. فوی ۱۹۲ نفر جمعیت دارد.